# Strickerus
Strickerus (лат.) — подрод жуков-листоедов рода Chrysomela. Представители данного подрода характеризуются следующими признаками:
- третий членик лапок глубоко, почти до основания рассечённый;
- плечевой бугорок на надкрыльях сильно выпуклый.